# Khāneqāh-e Vostá
Khāneqāh-e Vostá (persiska: خانقاه وسطی, Khānqāh-e Vosţá, Khāneqāh-e Vasaţ) är en ort i Iran.   Den ligger i provinsen Kermanshah, i den nordvästra delen av landet, 400 km väster om huvudstaden Teheran. Khāneqāh-e Vostá ligger 1 803 meter över havet och antalet invånare är 138.
Terrängen runt Khāneqāh-e Vostá är kuperad. Runt Khāneqāh-e Vostá är det ganska tätbefolkat, med 129 invånare per kvadratkilometer. Närmaste större samhälle är Varmazān Somāq, 16,0 km sydväst om Khāneqāh-e Vostá. Trakten runt Khāneqāh-e Vostá består i huvudsak av gräsmarker.